# Äyspäänselkä
Äyspäänselkä är en vik i Finland. Den ligger i Pyttis i landskapet Kymmenedalen, i den södra delen av landet, 110 km öster om huvudstaden Helsingfors.